# 渡辺信義
- 渡邊信義

渡辺 信義（わたなべ のぶよし、1929年8月23日 - 2006年9月18日）は、広島県三次市三良坂町出身の元プロ野球選手（投手）。

## 来歴
私立日彰館中学校卒業後、広島県庁の軟式野球チーム「オール県庁」で広岡富夫とバッテリーを組む。剛速球投手として知られていた渡辺はある日、広島球団から呼び出しがあって広陵高へ行ってみると石本秀一監督が立ち合ってのテストであった。ものの10分ほど投げると「カープへ来ないか」と誘われたが、渡辺に入る気は無く、県庁の職員からも「なんで渡世稼業みたいな世界に入らないけんのや」と猛反対された。結局、渡辺は「独身だったし、測量や設計の技術者だったこともあって食べることには心配ない。好きな野球をやってみよう」と決心し、1951年8月8日に広島カープへ入団。
入団当初は「俺より速いのはおるかいな」とさえ思っていたが、フリー打撃で打たれまくり、空振りする者は一人もおらず壁にぶち当たる。そこで石本からの助言により、入団後直ちに下手投げに転向。アンダースローへフォーム改造にとりかかり、下手投げ投手の写真でイメージアップをはかり、夜も昼も走りまくった。日常生活でも左手で襖を開ける練習を繰り返して体の動きを体得し、1年目の同年は秋口からテスト登板してフォーム固めに専念。2年目の1952年には「十字架球」と称された変化球を習得・駆使し、シュート、カーブを武器に自己最多の6勝を挙げている。この年はエース長谷川良平が不調で6月末で1勝11敗を記録し、チームも50試合で12勝36敗2分の勝率.250であった。後半は長谷川が復調して、2年目の杉浦竜太郎と渡辺らの踏ん張りで37勝80敗3分で5位に入る。1955年オフに現役を引退。
引退後は広島県庁の試験を受け直して入庁し、1989年に農林事務所次長で退職。その後は広島駅近くに本社を置く、新幹線、高速道路や橋などを設計、施工する建設会社で営業本部の要職となり、1998年9月まで勤務していた。1999年にはカープ球団創立50年目を記念して「カープOB始球式」が企画され、同年4月9日のヤクルト戦（広島市民）に参加し、引退の年以来44年ぶりにファンの前で投げる姿を披露した。

## 詳細情報

### 年度別投手成績
| 年 度     | 球 団     | 登 板 | 先 発 | 完 投 | 完 封 | 無 四 球 | 勝 利 | 敗 戦 | セ 丨 ブ | ホ 丨 ル ド | 勝 率 | 打 者 | 投 球 回 | 被 安 打 | 被 本 塁 打 | 与 四 球 | 敬 遠 | 与 死 球 | 奪 三 振 | 暴 投 | ボ 丨 ク | 失 点 | 自 責 点 | 防 御 率 | W H I P |
| --------- | --------- | ----- | ----- | ----- | ----- | -------- | ----- | ----- | -------- | ----------- | ----- | ----- | -------- | -------- | ----------- | -------- | ----- | -------- | -------- | ----- | -------- | ----- | -------- | -------- | ------- |
| 1951      | 広島      | 2     | 0     | 0     | 0     | 0        | 0     | 0     | --       | --          | .000  | 27    | 7.0      | 6        | 0           | 0        | --    | 0        | 3        | 0     | 0        | 0     | 0        | 0.00     | 0.86    |
| 1952      | 広島      | 43    | 22    | 5     | 2     | 1        | 6     | 14    | --       | --          | .300  | 794   | 184.0    | 183      | 12          | 54       | --    | 2        | 34       | 1     | 2        | 102   | 74       | 3.62     | 1.29    |
| 1953      | 広島      | 32    | 11    | 1     | 0     | 0        | 4     | 6     | --       | --          | .400  | 393   | 83.1     | 112      | 9           | 28       | --    | 0        | 17       | 0     | 0        | 70    | 51       | 5.46     | 1.68    |
| 1954      | 広島      | 17    | 4     | 0     | 0     | 0        | 1     | 3     | --       | --          | .250  | 241   | 53.0     | 73       | 3           | 7        | --    | 3        | 15       | 1     | 0        | 38    | 36       | 6.11     | 1.51    |
| 1955      | 広島      | 8     | 0     | 0     | 0     | 0        | 0     | 0     | --       | --          | .000  | 80    | 17.1     | 27       | 3           | 4        | 0     | 0        | 10       | 0     | 0        | 16    | 13       | 6.50     | 1.27    |
| 通算：5年 | 通算：5年 | 102   | 37    | 6     | 2     | 1        | 11    | 23    | --       | --          | .324  | 1535  | 344.2    | 401      | 27          | 93       | 0     | 5        | 79       | 2     | 2        | 226   | 174      | 4.54     | 1.44    |

### 背番号
- 20 （1951年 - 1955年）